# Sternwarte Davidschlag
| Entdeckte Asteroiden: 28 | Entdeckte Asteroiden: 28 | Entdeckte Asteroiden: 28 |
| ------------------------ | ------------------------ | ------------------------ |
| Nummer und Name          | Entdeckungsdatum         |                          |
| (9097) Davidschlag       | 14. Jänner 1996          |                          |
| (9119) Georgpeuerbach    | 18. Februar 1998         |                          |
| (9236) Obermair          | 12. März 1997            |                          |
| (13682) Pressberger      | 10. August 1997          |                          |
| (14057) Manfredstoll     | 15. Jänner 1996          |                          |
| (14977) Bressler         | 26. September 1997       |                          |
| (15949) Rhaeticus        | 17. Jänner 1998          |                          |
| (15955) Johannesgmunden  | 26. Jänner 1998          |                          |
| (16802) Rainer           | 25. September 1997       |                          |
| (24916) Stelzhamer       | 7. März 1997             |                          |
| (26355) Grueber          | 23. Dezember 1998        |                          |
| (29427) Oswaldthomas     | 7. März 1997             |                          |
| (43955) Fixlmüller       | 6. Februar 1997          |                          |
| (48681) Zeilinger        | 21. Jänner 1996          |                          |
| (48801) Penninger        | 22. Oktober 1997         |                          |
| (58499) Stüber           | 3. November 1996         |                          |
| (85411) Paulflora        | 3. November 1996         |                          |
| (96506) Oberösterreich   | 26. Juli 1998            |                          |
| (100417) Philipglass     | 3. März 1996             |                          |
| (100485) Russelldavies   | 3. November 1996         |                          |
| (130078) Taschner        | 26. November 1999        |                          |
| (137632) Ramsauer        | 26. November 1999        |                          |
| (175730) Gramastetten    | 18. Februar 1998         |                          |
| (243491) Mühlviertel     | 20. Oktober 2009         |                          |
| (257515) Zapperudi       | 6. Februar 1997          |                          |
| (276568) Joestübler      | 27. September 2003       |                          |
| (318723) Bialas          | 8. September 2005        |                          |
| (376215) 2011 DK42       | 15. Jänner 1996          |                          |
|                          |                          |                          |

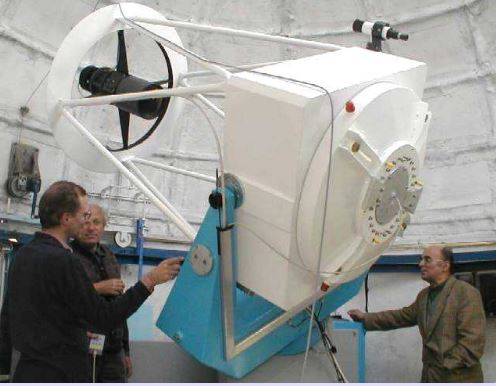
Das Bild zeigt den Kuppelraum im Jahr 1999 mit dem Konstrukteur Ing. Pressberger (Mitte) und die beiden Sternwarteeigentümer (links Ing. Erich Meyer und Erwin Obermair mit ihrem neu erbauten 60cm Deltagraphen)

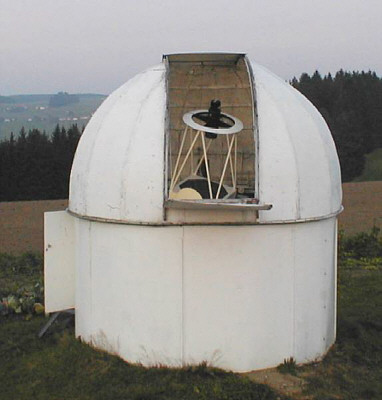
Davidschlag Sternwarte Außenansicht Anfang der 2000er Jahre

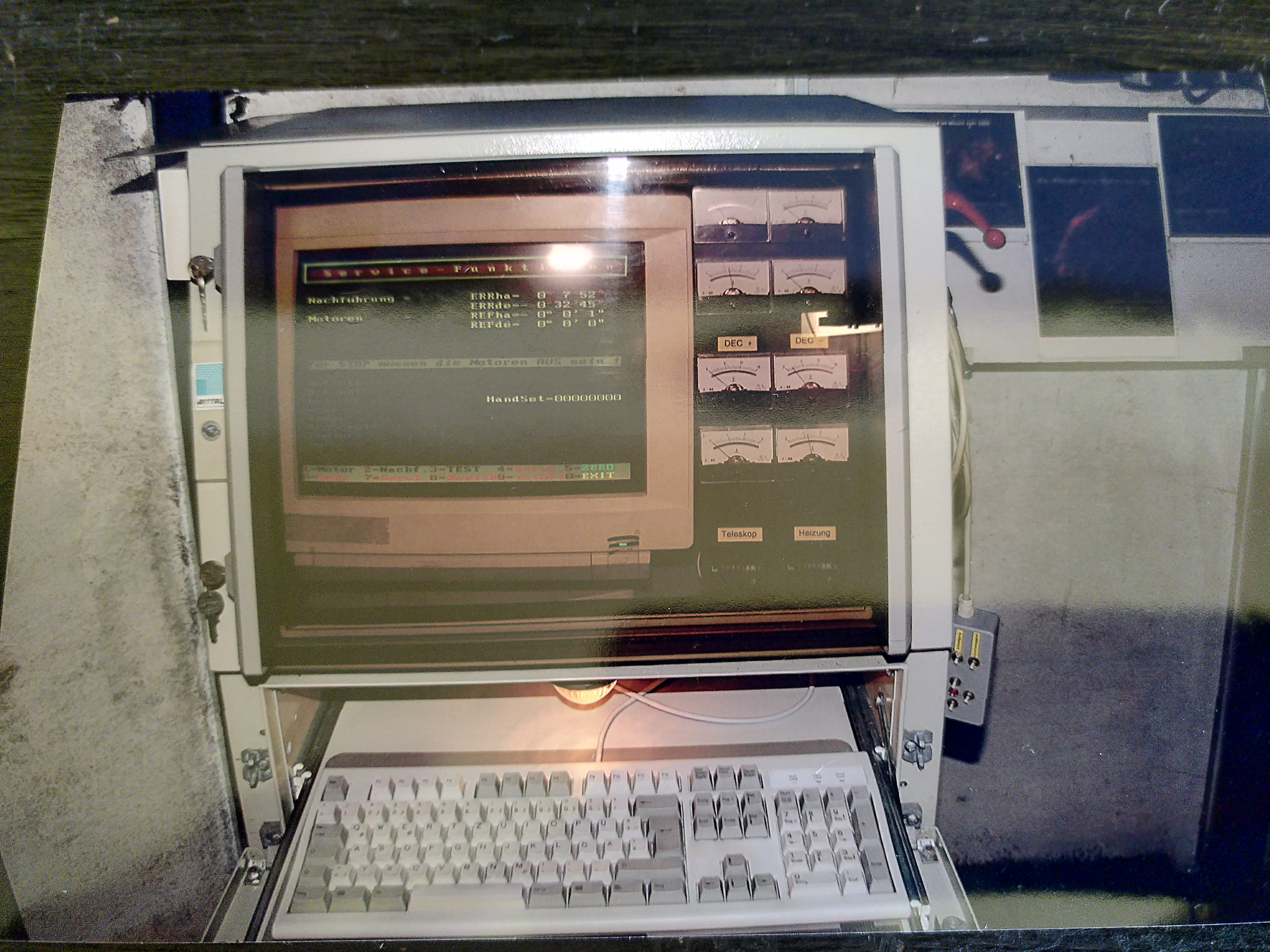
DOS Teleskop Steuerung von 2011

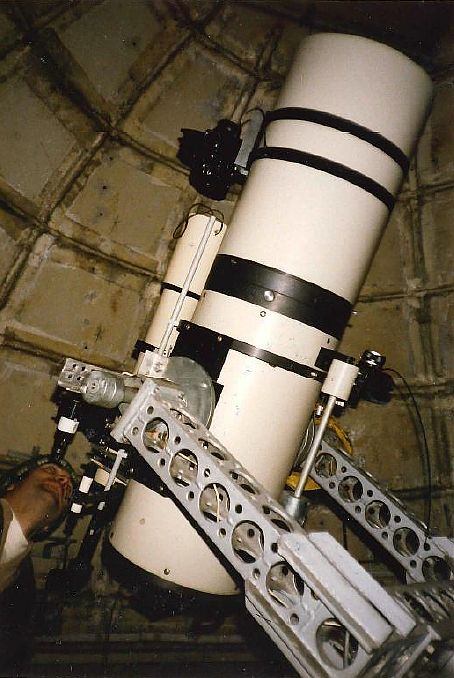
Lichtenknecker-Cassegrain 300, welcher von 1983 bis 1999 im Einsatz war.

1. Newton-Teleskop in Davidschlag und die Kuppel sichtbar.

Die Sternwarte Davidschlag ist eine oberösterreichische, auch in der Forschung tätige Privatsternwarte und gilt als einer der ältesten erfolgreichen Sternwarten im Bereich Asteroiden und Kometen in Österreich. Tatsächlich sollte es nach Johann Palisa letzter Entdeckung von dem Asteroiden  1073 Gellivara genau  73 Jahre dauern, bis wieder durch eine österreichische Sternwarte ein Asteroid entdeckt wurde. Sie liegt etwa 30 km nördlich von Linz im Gemeindegebiet von Kirchschlag bei Linz und hat den IAU-Code 540. Das Observatorium wurde 1978 von zwei Mitgliedern der Johannes Kepler Sternwarte Linz, den Amateurastronomen Erich Meyer und Erwin Obermair, errichtet. Der Beobachtungsplatz auf etwa 820 m Seehöhe weist trotz der relativen Nähe zur Landeshauptstadt kaum Lichtverschmutzung auf, was teilweise durch die Topografie bedingt ist.

## Gründung und Instrumentarium
Die beiden Gründer, zu denen sich noch der Computerspezialist Herbert Raab gesellte, spezialisierten sich schon zu Beginn auf die Beobachtung von Kleinplaneten und Kometen sowie der Wiederauffindung solcher „verloren gegangenerer“ Kleinkörper. Im Laufe der Zeit konnte etwa zwei Dutzend neuer Asteroiden entdeckt werden. In internationaler Anerkennung dieser Erfolge wurden zwei Asteroiden nach den Sternwartegründern benannt. Neuere Messtechniken dienen der Beobachtung von Erdbahnkreuzern.
Bis 1983 beherbergte die 4,5-Meter-Kuppel ein kurzbrennweitiges Newton-Teleskop mit 30 cm Apertur, der als eine Art Astrograf diente. Danach wurde die Beobachtungsstation mit einem Schmidt-Cassegrain-Teleskop der belgischen Firma Lichtenknecker (30 cm, f/5.2) ausgestattet. Als CCD-Kamera diente in dieser Zeit von der Firma SBIG die ST6 in Kombination mit der Vermessungssoftware Astrometrica. Im Oktober 1999 erfolgte die Installierung eines computergesteuerten Deltagraph-Reflektors von 60 cm Öffnung und 2 Meter Brennweite, der von einer Gabelmontierung nach Rudolf Pressberger getragen wird. Da ein größerer CCD-Chip die Beobachtung erleichtern würde, wurde mit finanzkräftiger Unterstützung der Planetary Society eine neue Kamera und zwar die SBIG STL-1001E angeschafft. Dies brachte für die Auswertung der Asteroiden- und Kometenörter in Kombination mit der CCD-Software Astrometrica von H. Raab (alle 28 Asteroiden wurde mit Astrometrica vermessen und ausgewertet) viele Verbesserungen.
2008 wurde David Voglsam im Team aufgenommen, um die Sternwarte wieder mit astrometer Beobachtungen im Bereich Erdbahnkreuzer und Hauptgürtel Asteroiden zu reaktivieren und führte diese erfolgreich bis einschließlich 2012 fort.
Die Sternwarte wurde auch immer wieder für chemische Fotografie und anschließend CCD Astrofotografie genutzt, wobei zahlreiche Deep Sky und Strichspuraufnahmen von Asteroiden angefertigt wurden. Seit Jänner 2018 befindet sich die Sternwarte Davidschlag im Besitz der Kepler Sternwarte Linz. Momentan ist der 60 cm Deltagraph samt Gabelmontierung als Remote Gerät im Umbau und wird für den neuen Standort auf der Hohen Dirn vorbereitet. Die Privatsternwarte kann mittlerweile als historisch betrachtet werden, da diese für die österreichische Amateur Kleinplaneten Entdeckungen eine Pionier Rolle gespielt hat.

## Entdeckungen und weitere Beobachtungen
Erich Meyer entdeckte seit 1996 in Davidschlag 21 Asteroiden, sowie nochmals 8 zusammen mit Erwin Obermair und Herbert Raab. Bis 2005 war er an 6 weiteren Asteroiden-Entdeckungen beteiligt, die von der Internationalen Astronomischen Union (IAU) der Sternwarte Davidschlag zugesprochen wurden.
Erwin Obermaier und Erich Meyer gelang zwischen 1996 und 1998 die Entdeckung von 7 Asteroiden. Drei weitere wurden von der IAU der Sternwarte Davidschlag zugesprochen.
Durch eine NEO-Beobachtung am 28. Juli 2002 von Erich Meyer konnte die Kollisionswahrscheinlichkeit des Asteroiden 2002 NT7 mit der Erde auf 0 gesenkt werden und somit bestand kein weiteres Einschlagsrisiko für 2019.
Präzise Positionsbestimmungen des Kometen Shoemaker-Levy 9, die 1993 an der Sternwarte Davidschlag erfolgten, trugen wesentlich dazu bei, den späteren Impakt dieses Kometen auf dem Planeten Jupiter vorherzusagen.
Im Jahr 2009 gelang es David Voglsam in enger Zusammenarbeit mit Erwin Obermair und Erich Meyer einen weiteren und bislang letzten Asteroiden, welcher später die Bezeichnung Mühlviertel erhielt, zu entdecken. Außerdem wurde die Sternwarte in dieser Zeit auch immer wieder für die Beobachtung von Sternbedeckungen genutzt, also wo sich ein Asteroid in der direkten Sichtlinie zwischen Beobachtungsort und Stern befindet und diesen für einen kurzen Augenblick verfinstert.
Zur Zeit können in der Sternwarte selbst keine Beobachtungen durchgeführt werden, da sich diese in einer kompletten Umstrukturierung befindet.
Ein Hauptinstrument ist momentan in der Sternwarte nicht verfügbar.